# Ipiranga do Sul
Ipiranga do Sul là một đô thị thuộc bang Rio Grande do Sul, Brasil. Đô thị này có diện tích 159,23 km², dân số năm 2007 là 1983 người, mật độ 12,45 người/km².